# Гуанчале
Гуанчале (на италиански: guanciale) е сурово сушен продукт от свинско месо в италианската кухня, разпространен в Централна Италия – най-вече в регионите Умбрия и Лацио.
Името на продукта произхожда от думата guancia, която на италиански означава „буза“.
Бузите се приготвят, като се натриват със сол, смлян черен или червен пипер и се сушат в продължение на 3 седмици. Вкусът на продукта е по-силен, отколкото на други продукти от свинско месо, като например панчета, а и текстурата му е по-деликатна.
Може да се реже на малки късчета и да се консумира или да се използва като съставка в ястия с паста – като „спагети ала карбонара“, и в сосове – като sugo all'amatriciana.
При липса на гуанчале като заместител понякога се изплзва панчета – сушен италаиански бекон (обикновено неопушен).